# Campeonato Chileno de Futebol de 1939
O Campeonato Chileno de Futebol de 1939 (oficialmente Campeonato de la División de Honor de la Liga Profesional de Football de Santiago) foi a 7ª edição do campeonato do futebol do Chile. Os clubes jogavam três fase de turno e returno, sendo que cada fase o último colocado era eliminado. Houve dois rebaixados para a Serie B Profesional de Chile 1940, campeonato de segunda divisão predecessor do Campeonato Chileno de Futebol - Segunda Divisão. Todos os clubes que não eram seleccionados "B" que estavam na segunda divisão foram aceitos a participar deste certame.

## Participantes
| Equipe                                        | Cidade        | Região                | No ano anterior                                                  | Estádio                       | Capacidade | Títulos                    | Participações |
| --------------------------------------------- | ------------- | --------------------- | ---------------------------------------------------------------- | ----------------------------- | ---------- | -------------------------- | ------------- |
| Audax Club Sportivo Italiano                  | La Florida    | Província de Santiago | Vice Campeão                                                     | Estádio Santa Laura           | 22.375     | 1 (1936)                   | 7             |
| Club Social y Deportivo Colo-Colo             | Ñuñoa         | Província de Santiago | Terceiro Lugar                                                   | Estádio Nacional de Chile     | 55.100     | 1 (1937)                   | 7             |
| Club Deportivo Magallanes                     | Maipú         | Província de Santiago | Campeão                                                          | Estádio de la Escuela Militar | ---        | 4 (1933, 1934, 1935, 1938) | 7             |
| Club de Deportes Badminton                    | Santiago      | Província de Santiago | Sexto Lugar                                                      | Estádio Carabineros           | 12.000     | 0 (não possui)             | 7             |
| Corporación Club de Deportes Santiago Morning | Independencia | Província de Santiago | Quinto Lugar                                                     | Estádio Santa Laura           | 22.375     | 0 (não possui)             | 4             |
| Club Universidad de Chile                     | Santiago      | Província de Santiago | Sétimo Lugar                                                     | Estádio Santa Laura           | 22.375     | 0 (não possui)             | 2             |
| Club de Deportes Green Cross                  | Santiago      | Província de Santiago | Clube não filial que jogava na Serie B Profesional de Chile 1938 | Estádio Carabineros           | 12.000     | 0 (não possui)             | 3             |
| Santiago National Football Club               | Santiago      | Província de Santiago | Clube não filial que jogava na Serie B Profesional de Chile 1938 | Estádio Santa Laura           | 22.375     | 0 (não possui)             | 3             |
| Club Metropolitano                            | Santiago      | Província de Santiago | Clube não filial que jogava na Serie B Profesional de Chile 1938 | Estádio Santa Laura           | 22.375     | 0 (não possui)             | 1             |
| Club Deportivo Universidad Católica           | Las Condes    | Província de Santiago | Clube não filial que jogava na Serie B Profesional de Chile 1938 | Estádio Santa Laura           | 22.375     | 0 (não possui)             | 1             |

## Campeão
| Campeão Chileno 1939                                          |
| ------------------------------------------------------------- |
| Club Social y Deportivo Colo-Colo (Ñuñoa) (2º título) Campeão |